# Vallée du Madriu-Perafita-Claror
La vallée du Madriu-Perafita-Claror (Vall del Madriu-Perafita-Claror en catalan) est une vallée glaciaire pyrénéenne située au sud-est de la principauté d'Andorre. C'est le seul site de ce pays à être classé au patrimoine mondial de l'UNESCO. Il est également reconnu site Ramsar et classé catégorie VI par l'UICN. 

## Toponymie
La forme toponymique reconnue par la nomenclature des toponymes andorrans est Vall del Madriu-Perafita-Claror. 
Vall signifie « vallée » en catalan mais n'entre que rarement dans la composition des toponymes andorrans. Le terme n'est utilisé que pour désigner les vallées les plus importantes du pays : Vall d'Incles ou Vall de Ransol.
Madriu est un hydronyme d'origine latine, dérivant de matrix,, à prendre au sens de « source »,. Le toponyme Perafita est formé de l’accolement de pera et fita. Pera provient du latin petra (« pierre ») et constitue une forme archaïque du catalan pedra tandis que fita signifie en catalan « borne ». Il s'agit donc d'une pierre marquant une limite, dans ce cas celle entre l'Andorre et l'Alt Urgell. La frontière hispano-andorrane suit en effet la ligne de crête du versant sud de la vallée.

## Géographie
La vallée couvre une superficie de 42,47 km2 ce qui représente 9 % de la superficie totale d'Andorre. Adossée à la frontière entre l'Andorre et l'Espagne, elle débouche après un fort dénivelé sur la vallée de la Valira, principale voie de communication de la Principauté. De haut en bas on distingue un étage alpin, un étage subalpin et un étage montagnard. Dotée d'un système communal de gestion des terres vieux de 700 ans, cette vallée est un exemple de la manière dont les habitants des hautes vallées pyrénéennes ont su gérer leur espace afin d'en optimiser les maigres ressources.

### Hydrographie
La vallée Madriu-Perafita-Claror possède de nombreux lacs et cours d'eau mais abrite également le plus important ensemble de zones humides de l'Andorre avec près de 350 sites répertoriés. 

#### Rivières
Toutes ses eaux sont collectées par le riu Madriu, une rivière longue de 12,5 km appartenant au bassin hydrographique de la Valira d'Orient, qu'elle rejoint par sa rive gauche à Les Escaldes (Escaldes-Engordany). 
Les vallées affluentes de Perafita et de Claror possèdent chacune un cours d'eau principal. Le riu de Claror, long de 3,5 km collecte les eaux de la vallée éponyme et s'abouche dans le riu de Perafita,. Celui-ci, long de 5,3 km, rejoint le riu Madriu à Entremesaigües après avoir recueilli l'ensemble des eaux de la vallée de Perafita,,. 
Le débit des différents cours d'eau est relativement constant sur l'année en raison de l'importance de l'enneigement des versants et de la présence d'un important réseau lacustre. Les eaux du riu Madriu sont partiellement déviées par un système de conduite forcée depuis le bas de la vallée (Ràmio) vers le lac artificiel d'Engolasters et ce en vue d'alimenter en eau la centrale hydroélectrique de Les Escaldes,.
| Carte des bassins hydrographiques de l'Andorre · Vallée du Madriu-Perafita-Claror                   |                                        |
| La vallée du Vallée du Madriu-Perafita-Claror sur la carte des bassins hydrographiques de l'Andorre | Le riu Madriu sous le pont de la Tosca |
| Carte des bassins hydrographiques de l'Andorre · Vallée du Madriu-Perafita-Claror                   |                                        |

#### Lacs
L'Institut d'Estudis Andorrans reconnaît la présence de 13 lacs d'origine glaciaire, au sein de la vallée du Madriu-Perafita-Claror. L'estany de l'Illa, d'une surface de 13 ha est le deuxième lac andorran par sa surface derrière l'estany Primer de Juclar .
| Nom                 | Nombre | Altitude (m)        | Superficie (ha) | Coordonnées                 | Image |
| ------------------- | ------ | ------------------- | --------------- | --------------------------- | ----- |
| Estany de la Bova   | 1      | 2411                | 2,5             | 42° 29′ 22″ N, 1° 39′ 05″ E |       |
| Estany Blau         | 1      | 2471                | 2               | 42° 29′ 48″ N, 1° 37′ 15″ E |       |
| Els Estanyons       | 4      | 2274 2298 2302 2326 | 0,7 0,1 0,5 0,2 | 42° 28′ 27″ N, 1° 37′ 23″ E |       |
| Estany Forcat       | 1      | 2539                | 3,5             | 42° 29′ 39″ N, 1° 38′ 19″ E |       |
| Estany de l'Illa    | 1      | 2513                | 13              | 42° 29′ 53″ N, 1° 39′ 31″ E |       |
| Estany de la Nou    | 1      | 2231                | 1,2             | 42° 28′ 32″ N, 1° 34′ 32″ E |       |
| Estanys de Perafita | 2      | 2364 2466           | 0,8             | 42° 28′ 12″ N, 1° 35′ 22″ E |       |
| Basses de Setut     | 2      | 2306 2309           | 0,4 0,1         | 42° 28′ 54″ N, 1° 38′ 41″ E |       |

## Histoire

### Préhistoire
Les données archéologiques et paléo-environnementales concordent en faveur d'une occupation de la vallée du Madriu-Perafita-Claror dès la fin du Mésolithique et se poursuivant de manière discontinue jusqu'au Néolithique tardif (Chalcolithique). Les hommes y avaient une activité essentiellement pastorale probablement estivale nécessitant le défrichement de forêts et la construction de structures de pierre sèche. À une altitude moindre, une agriculture céréalière, a vraisemblablement eu lieu en parallèle.

#### Archéologie
Quelques découvertes archéologiques préhistoriques ont été faites dans la vallée du Madriu-Perafita-Claror. Celles-ci apparaissent toutefois plus modestes que dans d'autres sites andorrans tels que la Feixa del Moro ou la Balma de la Margineda. 
Des traces d'occupation préhistorique, datant essentiellement du Néolithique, ont ainsi été objectivées sur une douzaine de petits sites archéologiques répartis le long du cours du riu de Perafita et de la partie haute du cours du riu Madriu. Ces sites correspondent à des constructions en pierre sèche : anciennes habitations mais également enclos (orris) témoignant d'une activité pastorale. 
Les plus anciennes traces d'occupation débutent au Mésolithique, à l'intérieur d'une structure de pierre circulaire de 6 mètres de diamètre située à proximité immédiate de l'actuel refuge de Perafita et datée de 5 500 av. J.-C.. Le site de la Pleta de les Bacives (situé entre l'estany Forcat et l'estany de l'Illa) est également particulièrement ancien puisque cette cabane de berger d'une surface de 3 m2 a été occupée pour la première fois au Ve millénaire av. J.-C.,. Le site a été ré-occupé à plusieurs reprises jusqu'à l'époque romaine. Sa modeste taille ainsi que sa technique de construction, font pencher vers un abri temporaire utilisé par un petit groupe de bergers nomades.
Parmi la douzaine de sites néolithiques découverts, certains, incluant les deux précédemment décrits, ont livré des artéfacts permettant de mieux comprendre les activités menées par les hommes dans la vallée. Ces artéfacts incluent des outils lithiques (et des débris liés à leur production), des fragments de céramique ainsi qu'une tombe en ciste vide. Le site dels Estanys, sur le versant nord de la vallée du riu Madriu à l'ouest de l'estany Forcat, consistant en un ensemble de quatre habitations accolée à un enclos a été occupé pendant trois siècles au cours du Chalcolithique. Constituant le site du Chalcolithique le plus élevé d'Europe, els Estanys accueillait probablement une population d'une vingtaine d'individus spécialisé dans les activités pastorales. Ses habitants ont laissé des récipients en céramique utilisés pour la cuisine ainsi qu'une graine d'amidonnier (céréale à faible rendement appartenant au genre des blés) révélant soit une pratique saisonnière de l'agriculture à plus basse altitude soit des relations avec des agriculteurs installés plus en aval.

#### Études paléoenvironnementales
Palliant la faiblesse des découvertes archéologiques, les études paléoenvironnementales et notamment palynologiques permettent néanmoins d'obtenir des informations sur les activités humaines dans les vallées à cette période. L'analyse de carottes prélevées dans la tourbière du Bosc dels Estanyons (au fond de la vallée du Madriu) apporte en ce sens beaucoup d'éléments,.
Les premières traces d'activité anthropique suspectée remontent au VIe millénaire av. J.-C.. On observe en effet dans la strate sédimentaire correspondante (5800 à 4200 av. J.-C.) un surcroît de macro-charbons synchrone de l'apparition de pollens des genres Humulus et Sordaria semblant suggérer une activité de défrichement des essences forestières alors présentes (chênaies et pinèdes). Au cours du VIe millénaire av. J.-C., on assiste à une modification du profil palynologique en faveur d'une reforestation, possiblement consécutive à l'abandon de ces sites précédemment défrichés.
Le Ve millénaire av. J.-C. est marqué par le recul des pollens d'essences forestières ce qui indique des défrichements que l'on suppose à visée pastorale comme semble le suggérer la présence de Plantago lanceolata (considéré comme un marqueur du développement de pâturages). La ré-augmentation des pollens du genre Pinus au IVe millénaire av. J.-C. (4300 à 3300 av. J.-C.) témoigne d'une progression des pinèdes d'altitude et donc d'un allègement de la pression anthropique à ce niveau traduisant la concentration des activités humaines au bas de la vallée. À partir de 3200 av. J.-C., outre la nette ré-augmentation des activités pastorales encore une fois évoquée sur la présence de Plantago lanceolata, des traces d'agriculture apparaissent dans les vallées avec la présence de plantes céréalières et messicoles. Une déforestation probablement par le feu (au vu de la présence de macro-charbons) permet la mise en place de ces activités agricoles et pastorales qui ont été en s'intensifiant jusqu'en 1700 av. J.-C.. Il semble ensuite y avoir eu peu de modifications lors de l'âge du bronze et du premier âge du fer.

## Protection environnementale
En 2004, une première partie du site est classé au patrimoine mondial de l'UNESCO pour des raisons de conservations. Ainsi le rapport de candidature de l'époque note que la vallée est « le dernier paysage intact d’Andorre » alors que « la majeure partie de la principauté souffre d’un développement à grande échelle et non réglementé depuis 1960 ». Le site est également classé site Ramsar depuis le 28 août 2013. Il est classé catégorie VI par l'UICN.
On y trouve 70 % de toutes les espèces d’oiseaux d’Andorre sur 10 % seulement de la superficie totale du pays.

## Randonnée
La zone n'est accessible que par des chemins de randonnée, mais l'on peut y dormir dans l'un des cinq refuges qui y ont été construits.
| Nom                       | Coordonnées                 | Altitude (m) | Type      | Capacité | Ouverture     | Image |
| ------------------------- | --------------------------- | ------------ | --------- | -------- | ------------- | ----- |
| Refuge de Claror          | 42° 28′ 12″ N, 1° 33′ 52″ E | 2280         | Non gardé | 6 - 10   | Toute l'année |       |
| Refuge de Fontverd        | 42° 29′ 31″ N, 1° 35′ 42″ E | 1880         | Non gardé | 10 - 14  | Toute l'année |       |
| Refuge de l'Illa          | 42° 29′ 41″ N, 1° 39′ 25″ E | 2488,        | Gardé,    | 42,      | Toute l'année |       |
| Refuge de Perafita        | 42° 28′ 46″ N, 1° 34′ 44″ E | 2200         | Non gardé | 6,       | Toute l'année |       |
| Refuge del Riu dels Orris | 42° 29′ 06″ N, 1° 38′ 25″ E | 2230         | Non gardé | 6 - 8    | Toute l'année |       |